# 夏德施普列特足球會
夏德施普列特足球會（HNK Hajduk Split）是位于克罗地亚第二大城市斯普利特的足球俱乐部。

## 概况
哈伊杜克原指曾经对抗过奥斯曼帝国的一批绿林豪强。俱乐部于1911年正式注册成立。
哈伊杜克是克罗地亚和原南斯拉夫足坛最著名的球队之一，历史上共获得过克罗地亚或南斯拉夫联赛冠军17次、杯赛冠军13次、超级杯冠军6次。

## 著名球员
哈伊杜克是巴尔干地区重要的球员培养基地之一，曾经涌现出一大批国际球星。而他们中的不少在欧洲高水平联赛征战多年后，都选择在退役前短暂重返母队。
- 阿桑诺维奇（1984–1990/1994-1996/2001）
- （1989-1993/2000）
- 阿伦·博克西奇（1987–1991）
- 罗伯特·雅尔尼（1986-1991）
- （2005–2006）
- （1997-2003/2005-2006）
- 米兰·拉帕伊奇（1991-1996/2003）
- 伊格尔·图多尔（1995-1998/2007）
- （1999-2003）
- （2024-）

## 轶事
已退役的著名职业网球运动员从小支持哈伊杜克，2001年他获得溫布頓冠军后，球會曾让他代表球队出场比赛。